# تن باله‌آبی جنوبی
تن باله‌آبی جنوبی (نام علمی: Thunnus maccoyii) نام یک گونه از زیرسرده تن‌های باله‌آبی است.